# Greatest Hits Live (álbum de Diana Ross)
Greatest Hits Live es un álbum en vivo lanzado en 1989 por la artista Diana Ross en el Reino Unido bajo el sello discográfico EMI. El álbum muestra variado material a lo largo de la carrera de Ross, desde sus principios hasta su trabajo más reciente Workin' Overtime.
El álbum alcanzó el puesto #34 en las listas británicas y fue certificado disco de oro por pasar las 100,000 copias vendidas.

## Lista de canciones
1. "Intro - Dirty Diana" - 1:24
2. "I'm Coming Out" (Bernard Edwards, Nile Rodgers) - 1:31
3. "Upside Down" (Edwards, Rodgers) - 2:26
4. "What Can One Person Do?" (Rodgers, Smith) - 2:28
5. "Missing You" (Lionel Richie) - 4:45
6. "Mirror Mirror" (Dennis Matkosky, Michael Sembello) - 3:49
7. "Chain Reaction" (Barry Gibb, Maurice Gibb, Robin Gibb) - 3:57
8. "Muscles" (Michael Jackson) - 3:37
9. "Dirty Looks" (Scher, Golden) -  2:22
10. "Love Hangover" (Marilyn McLeod, Pam Sawyer) - 2:51
11. "The Man I Love" (George Gershwin, Ira Gershwin) - 3:45
12. "Do You Know Where You're Going To (Theme From Mahogany)" (Gerry Goffin, Michael Masser)  - 2:28
13. "Ain't No Mountain High Enough" (Nickolas Ashford, Valerie Simpson) - 2:55
14. "Paradise" (Rodgers, Smith) - 3:29
15. "This House" (Rodgers) - 4:03
16. "Workin' Overtime" (Rodgers) - 3:26
17. "Supremes Medley" ("Baby Love"/"Stop! In the Name of Love"/"You Can't Hurry Love"/"You Keep Me Hangin' On"/"Love Is Like an Itching in My Heart") (Holland-Dozier-Holland) - 6:51
18. "Why Do Fools Fall in Love" (George Goldner, Frankie Lymon) - 3:11
19. "Endless Love" (Richie) - 4:16
20. "Reach Out and Touch (Somebody's Hand)" (Ashford, Simpson) - 3:44